# Seil (Schottland)
Seil (schottisch-gälisch Saoil) ist eine Insel der Inneren Hebriden. Sie gehört zu den Slate Islands (deutsch „Schieferinseln“) und zur Council Area Argyll and Bute.

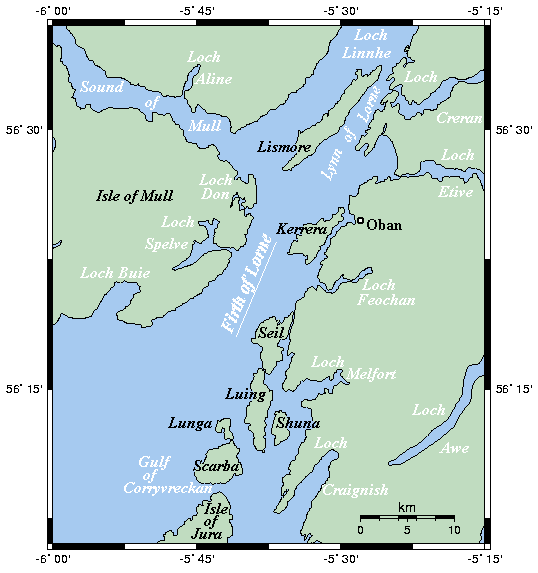
Karte

Die Insel, die etwa elf Kilometer südlich der Stadt Oban liegt, hat eine Fläche von 13,29 km². Im Jahre 2011 lebten rund 551 Einwohner auf Seil.
Die Clachan Bridge (auch Brücke über den Atlantik), die vom Ingenieur und Architekten Robert Mylne geplant wurde, verbindet seit ihrer Eröffnung im Jahre 1792 das schottische Festland mit der Insel. Sie steht unter Denkmalschutz und gilt als die größte Attraktion der Insel.
Der Hauptort der Insel ist Ellenabeich. Von dort gibt es eine Fährverbindung nach Easdale. Vom Ort Cuan auf Seil fährt eine weitere Fähre zur Insel Luing, die sich südlich von Seil befindet. In Ellenabeich wurde im Jahre 2000 das Ellenabeich Heritage Centre eröffnet, das sich mit dem Leben im 19. Jahrhundert, dem Schieferabbau sowie der örtlichen Flora, Fauna und Geologie beschäftigt.
Seit Januar 2011 erhält die Isle of Seil keine Förderungen als subventionsberechtigte Insel von den schottischen Behörden mehr, da die Clachan Bridge das Gebiet mit dem schottischen Festland verbindet. Seitdem muss die Insel auf wichtige Subventionen für Fährnutzung, Müllabfuhr und Versorgung verzichten.
An Cala ist ein in den frühen 1930er Jahren von Thomas Hayton Mawson (1861–1933) entworfener, zwischen den felsigen Klippen und dem Meer versteckter öffentlicher „Walled Garden“ (ummauerter Garten).